# 第63独立機械化旅団 (ウクライナ陸軍)
第63独立機械化旅団（だい63どくりつきかいかりょだん、ウクライナ語: 63-тя окрема механізована бригада）は、ウクライナ陸軍の旅団。第11軍団隷下。

## 概要

### ドンバス戦争

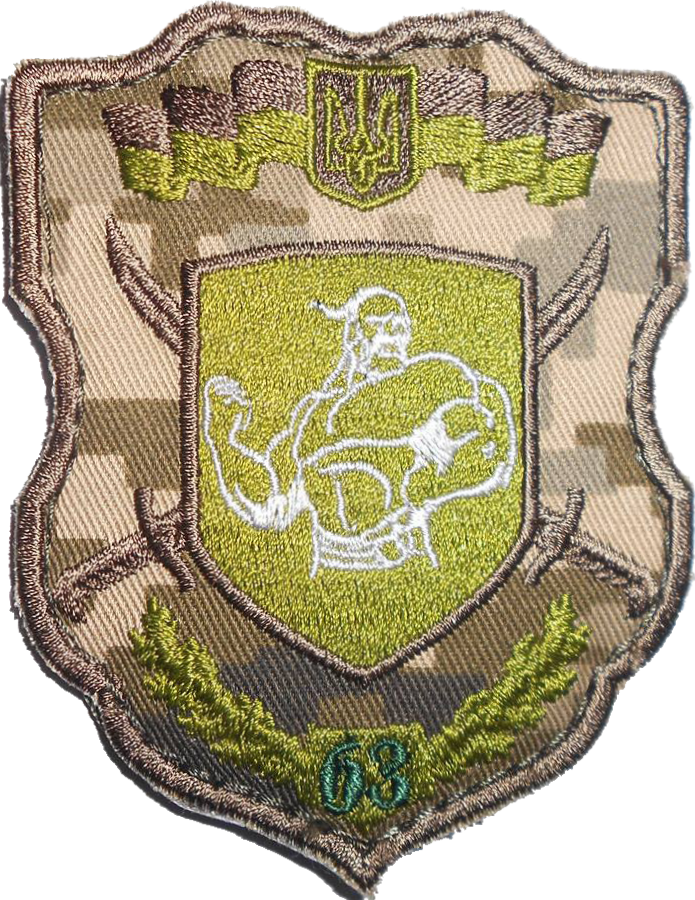
旧第63独立機械化旅団章

2017年7月23日、ドンバス戦争の影響に伴い、予備役部隊としてフメリニツキー州で創設され、10月からドンバス戦争に投入された。

### ロシアのウクライナ侵攻

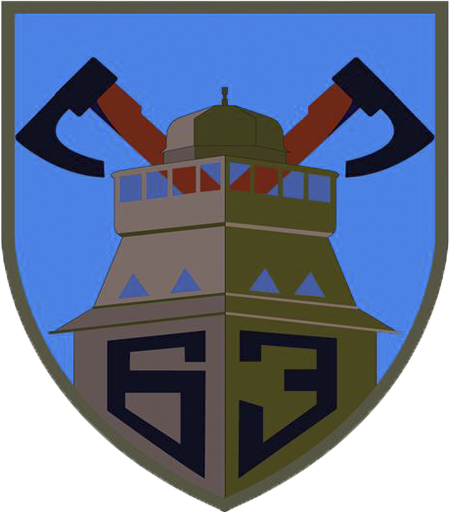
旧第63独立機械化旅団章

#### 南部・ヘルソン戦線
2022年4月、ロシアのウクライナ侵攻で南部ヘルソン州ベリスラウ地区に配備され、11月にロシア軍はドニエプル川西岸から撤退した。部隊の指揮官は最前線に1か月前に発表されたばかりのロシアの動員兵が投入されていたため、敵部隊の練度が低く投降者が多かったと報告している。

#### 東部・バフムート戦線
2022年12月、激戦地の東部ドネツィク州バフムート地区に再配置され、バフムート北を防御した。

#### 東部・スヴァトヴェ-クレミンナ戦線
2023年3月、東部ルハーンシク州セヴェロドネツィク地区に再配置され、7月からロシア軍の攻勢が強まり、クレミンナ方面で1個中隊が壊滅した。2024年5月には他の部隊と協力してクラスター弾でロシア軍装甲戦闘車両10両を1回の攻撃で撃破する戦果を挙げた。

#### 東部・アウディーイウカ戦線
2023年10月、1個小銃大隊が激戦地の東部ドネツィク州ポクロウシク地区に再配置され、アウディーイウカ方面に展開した。
2024年12月11日、ウォロディミル・ゼレンスキー大統領より、勇気と勇敢さに対する栄誉賞を授与された。

## 編制
- 旅団司令部（スタロコスチャンティノフ）
- 第105独立機械化大隊
- 第106独立機械化大隊
- 第107独立機械化大隊
- 戦車大隊
- 第51独立小銃大隊
- 第52独立小銃大隊
- 第55独立小銃大隊
- 旅団砲兵群
  - 本部中隊
  - 第1自走砲大隊
  - 第2自走砲大隊
  - ロケット砲大隊
  - 対戦車砲大隊
- 防空大隊

- 工兵大隊
- 整備大隊
- 兵站大隊
- 偵察中隊
- 電子戦中隊
- 通信中隊
- レーダー中隊
- NBC防護中隊
- 衛生中隊
- 無人機中隊 ムーン・プラネット